# Playas del Coco
El Coco (Playas del Coco) es una comunidad costera ubicada en el distrito de Sardinal, cantón de Carrillo, de la provincia de Guanacaste, en la República de Costa Rica. Es la zona de mayor crecimiento turístico del Golfo de Papagayo y uno de los más populares destinos vacacionales para turistas costarricenses y extranjeros. "El Coco" es un buen lugar para actividades acuáticas incluyendo buceo, tours en veleros, pesca deportiva y tours de surf a los mundialmente famosos sitios de Roca Bruja y Ollies Point.
Está creciente comunidad turística está localizada a 40 km de Liberia, la capital de la provincia y a solo 20 minutos del Aeropuerto de Guanacaste.
El clima es cálido y seco desde noviembre hasta mayo y húmedo desde finales de mayo hasta comienzos de noviembre, con lluvias intermitentes a excepción de octubre, el único mes de lluvias más frecuentes. Tiene un promedio de temperatura anual de 27 °C.
Siendo la comunidad más grande del golfo de Papagayo, en El Coco se puede encontrar una amplia oferta de hoteles y restaurantes, completos supermercados, bancos, tour operadores, capitanía de puerto, tiendas de souvenires, centros médicos, spas, oficina de correos, casinos y discotecas, entre otros servicios.
En los últimos años, gracias la alianza entre ciudadanos voluntarios, grupos organizados, inversionistas y autoridades municipales, se ha logrado pavimentar calles importantes, construir nuevas aceras, implementar de mejores recursos a la policía, dar mantenimiento a la infraestructura urbana, mantener limpias las playas, mantener un plan de aseo urbano, mantener las áreas verdes y aportar recursos para educación e incluso construir un nuevo acueducto, entre varias otras acciones prodesarrollo.

## Reseña histórica y economía
La población, surgió hace 150 años con la llegada de los primeros pobladores decididos a explotar el buceo de las perlas y la pesca artesanal. A su vez de la explotación maderera fue una actividad lucrativa de los primeros pobladores.
La actividad principal es el turismo, principalmente turismo de aventura y hotelería. "En Playas del Coco hay claros signos de reactivación turística asociados con los negocios inmobiliarios y los inconfundibles signos publicitarios de la presencia turística transnacional tales como los son: el inglés como lengua casi dominante, el Internet, y la comida internacional".
Según registros históricos, Playas del Coco ha sido destino turístico favorito desde 1930. Héctor Zúñiga Rovira, autor nacional se inspira y escribe en su canción 1930 recordando “los veraneantes que en vacaciones viajaban a Guanacaste, en la época en que el caballo era el mejor medio de locomoción”.
Pero hasta la década de los sesenta se dará una expansión más amplia del turismo. En ese momento eran los propios habitantes guanacastecos quienes empezaran a brindar servicios turísticos rudimentarios tales como las cabinas, zonas para acampar, restaurantes de comida típica o las “sodas”. (Arrieta Geovanny, 2008, 3-4) Justamente, Playas del Coco fue un lugar que exhibió este tipo de organización de los servicios turísticos durante los primeros años.
El Coco nació como una pequeña comunidad que atendía turismo nacional en pequeña escala, pero con el auge del turismo sufre una transformación radical. La organización del territorio en El Coco muestra una combinación entre los espacios ocupados por la población local y la crecientemente ocupada por los turistas internacionales. Evidenciándose en este caso que la ocupación internacional es mediante el llamado turismo residencial, o sea condominios y residencias permanentes ocupadas todo el año o una parte importante del año. En Playas del Coco se puede observar una explicable división territorial entre condominios y residencias que ocupan las partes altas del territorio, que es muy irregular y compuesto de pequeñas colinas y las partes bajas del lugar ocupadas por los trabajadores locales.  Es por ello que se puede decir que el modelo de desarrollo turístico de esta zona es completamente diferente al que se dio en otras ciudades costeras.
Unos de los pioneros en la industria de la Hotelería fue Don Claudio Rojas, que se establecería en el pueblo para fomentar el desarrollo turístico. Don Claudio escogió la zona de Playas de Coco, en Guanacaste, para concretar su obra, Casino Playas del Coco. A finales de los años cincuenta, Rojas se marchó a la costa llevando consigo la fuerza del carácter y la compañía de su familia. Al pasar el tiempo, este lugar albergaría cabinas, un muelle, restaurante y otras instalaciones que le garantizaban al turista de la época mucha diversión. Otro reconocido precursor de la zona fue Don Hiram Sotela como promotor del desarrollo turístico local que junto al arquitecto Javier Bolaños, cimentaron el crecimiento del proyecto Golfo de Papagayo.
A partir de 1995 el Aeropuerto de Guanacaste dio un gran impulso en el desarrollo de la población. A su vez la llegada de empresas inmobiliarias aceleró el ritmo de la construcción de residenciales turísticos y condominiales de madera desmedida entre 2006 y 2007.
|                |
| Vista del Coco |

|                           |
| Desarrollos inmobiliarios |

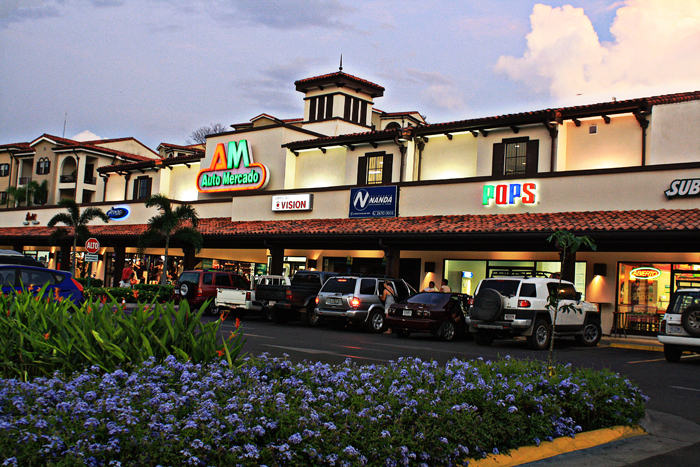
Supermercado y plaza en Playas del Coco, Guanacaste.

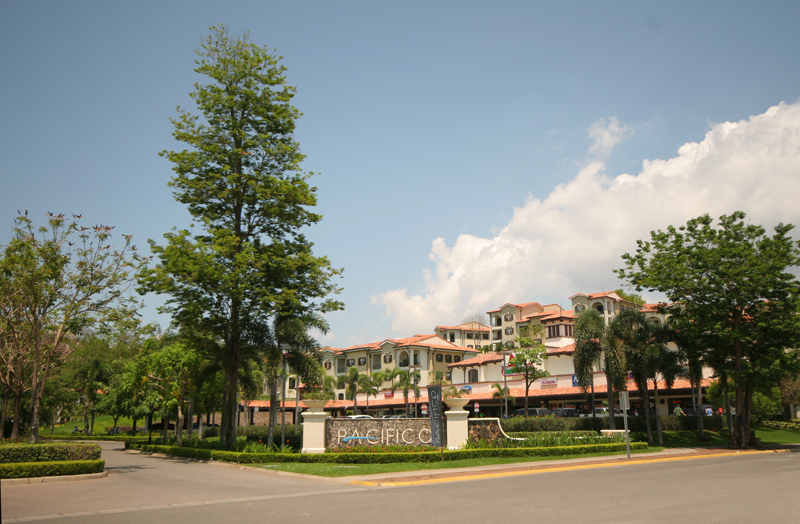
Plaza en Playas del Coco, Guanacaste, Costa Rica.

El Coco es una excelente estación base para los amantes de las actividades marinas, que además ofrece varias posibilidades para actividades en tierra firme en áreas cercanas. Canopy, tours en cuadraciclos, cabalgatas, golf, excursiones a Parques nacionales, termas o volcanes, se encuentran entre la oferta turística de esta comunidad.
En temas religiosos Playas del Coco es el lugar en donde nació la tradicional celebración a la Virgen del Mar, (historia de marinos locales que se extraviaron en altamar); hoy en día la Virgen del Mar se celebra en Puntarenas pueblo que lo adoptó como propio.

## Amor de temporada
En el 2011, la Municipalidad de Carrillo con su Alcalde actual, Carlos Gerardo Cantillo, dio pie a un proyecto de infraestructura que le daría una nueva cara al pueblo de El Coco, buscaría dar un impulso al turismo y comercio local. Este proyecto se generó en tres etapas.
La primera etapa inició en el 2008, con la demolición de las diferentes estructuras ilegales que se localizaban dentro de los 50 m establecidos como de uso público. Una vez realizada esta acción se definió utilizar esa zona para la construcción de un paseo turístico llamado Amor de Temporada, nombre el cual es reconocimiento a una canción tradicional muy popular en Costa Rica, que fue escrita y compuesta hace unos 80 años por el artista guanacasteco Héctor Zúñiga, donde se narra una historia de amor que nació en playas del Coco. Esta obra tiene una longitud aproximada de 420 m, donde se colocaron banquetas de concreto para que los visitantes puedan instalarse y disfrutar de la playa, siembra de árboles nativos (almendros, palmeras y aceitunos), sistemas de riego e iluminación subterránea, canchas de baloncesto, voleibol de playa, lámparas de poste y tres terrazas. Actualmente esta casi finalizada la etapa dos.

Aquí empieza la historia

allá en las Playas de Coco

en un día de verano

que irradia entusiasmo loco

tocaban las guitarras

sonaban las marimbas

los botes se mecían

asidos a sus amarras

Fragmento de una estrofa de Amor de Temporada, por Héctor Zúñiga.

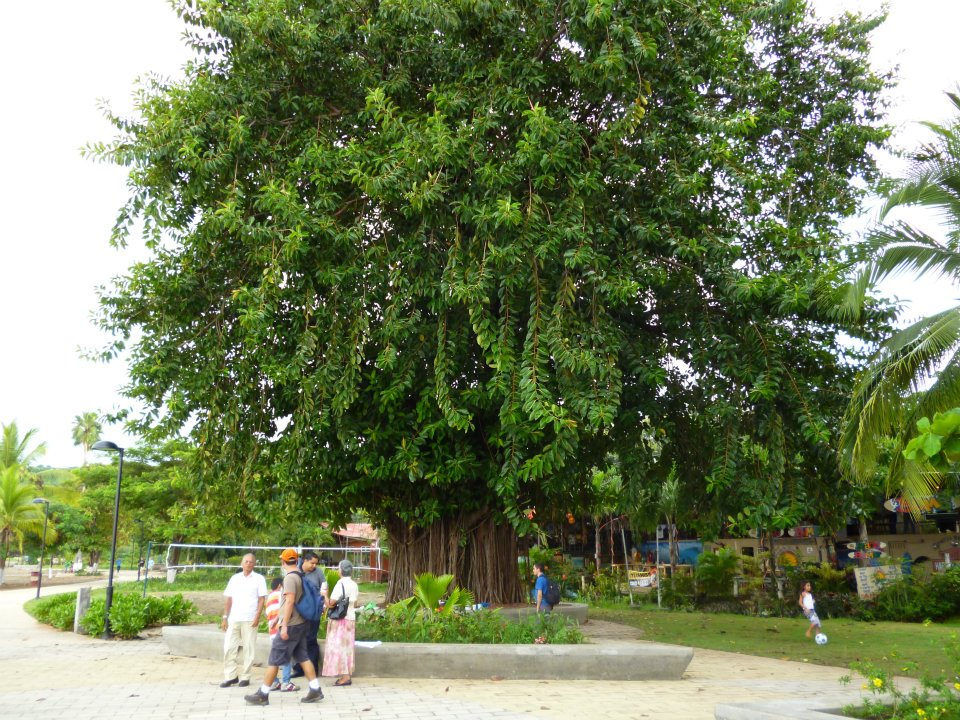
Árbol de matapalo en el parque.